# 牛顿格朗德
牛顿格朗德（Newton Ground）是加勒比海岛国圣基茨和尼维斯圣基茨岛西海岸中的一座村庄，行政上由圣保罗卡皮斯特尔区管辖，位于沙角镇以北，在抵达迪耶普湾镇的道路上。